# 1245년

## 연호
- 남송(南宋) 순우(淳祐) 5년
- 일본(日本) 간겐(寛元) 3년
- 쩐 왕조(陳朝) 티엔응찐빈(天應政平) 14년

## 기년
- 남송(南宋) 이종(理宗) 21년
- 고려(高麗) 고종(高宗) 32년
- 몽골 퇴레게네 섭정 4년
- 쩐 왕조(陳朝) 태종(太宗) 21년

## 탄생
- 4월 30일 - 프랑스의 왕 필리프 3세. (~1285년)

### 미상
- 196대 로마의 교황 교황 요한 22세.